# Viviana Alder
Viviana Andrea Alder (Puerto San Julián, 1957) es una investigadora argentina, conocida por sus estudios en microbiología marina en la Antártida. Es considerada entre el primer grupo de científicos mujeres argentinas en trabajar en Antártida.

## Biografía

### Comienzos
Obtuvo un grado en oceanografía por la Universidad Nacional de la Patagonia San Juan Bosco en 1982, y recibió su doctorado en Ciencias Biológicas por la Universidad de Buenos Aires en 1995.

### Trayectoria científica
Alder investiga impactos de la Corriente Antártica Circumpolar y también la oscilación El Niño-Oscilación del Sur  (ENSO) en las estructuras de red trófica, dispersión de especies y abundancia de población a través de la investigación de comunidades planctónicas microbianas marinas. Trabaja en el Instituto Antártico Argentino; CONICET (Consejo Nacional de Ciencia y Tecnología). Ha dirigido más de diez expediciones a estaciones antárticas con soporte financiero del Instituto Antártico Argentino, la Fundación Ciencia europea, y la Fundación de Ciencia Nacional (NSF).
Ha participado en la Convención para la Conservación de Recursos Vivientes Marinos antárticos (CCAMLR) y ha sido miembro del Comité Científico de Estudios antárticos (SCAR) y delegada para Argentina, desde 2004. Es miembro del Edificio de Capacidad de la SCAR, Educación y Formación (CBET) Grupo de Supervisión. Durante el Año Polar Internacional 2007-09 dirigió y coordinó dos proyectos importantes para Argentina: DRAKE BIOSEAS y PAMPA.
Además de su trabajo erudito, ha publicado en revistas científicas, libros y revistas de ciencia y colaboradora activa en muchos proyectos de educación, como ‘Antártida Educa', un recurso de educación en línea para niños.

## Algunas publicaciones

### Libros
- 2009. VIVIANA A. ALDER; CARMEN MORALES. MANUAL DE MÉTODOS PARA EL ESTUDIO DE LOS SISTEMAS PLANCTÓNICOS MARINOS Buenos Aires, 267 p.

### Artículos
- 2013. BOLTOVSKOY, D.; ALDER VA. Paleoecological Implications of Radiolarian Distribution and Standing Stocks Versus Accumulation Rates in the Weddell Sea. The Antarctic Paleoenvironment: A Perspective on Global Change. Parte Uno, p. 377 - 384